# Parc éolien de Sainte-Rose
Le parc éolien de Sainte-Rose est un parc éolien de l'île de La Réunion, département d'outre-mer français dans le sud-ouest de l'océan Indien et administré par EDF Renouvelables. Situé sur le territoire de la commune de Sainte-Rose, dans l'est de l'île, il est installé dans les hauteurs de Piton Sainte-Rose. Composé de vingt-trois éoliennes Vergnet,,, il constitue le principal site de production d'énergie éolienne à La Réunion avec la ferme éolienne de La Perrière, à Sainte-Suzanne.
Il y a quatres eolinnes de Vesta V100 avec une puissance de 2200 kW et une diametre de rotor de 100 metres en construction .